# Hochhaus-Lichtspiele

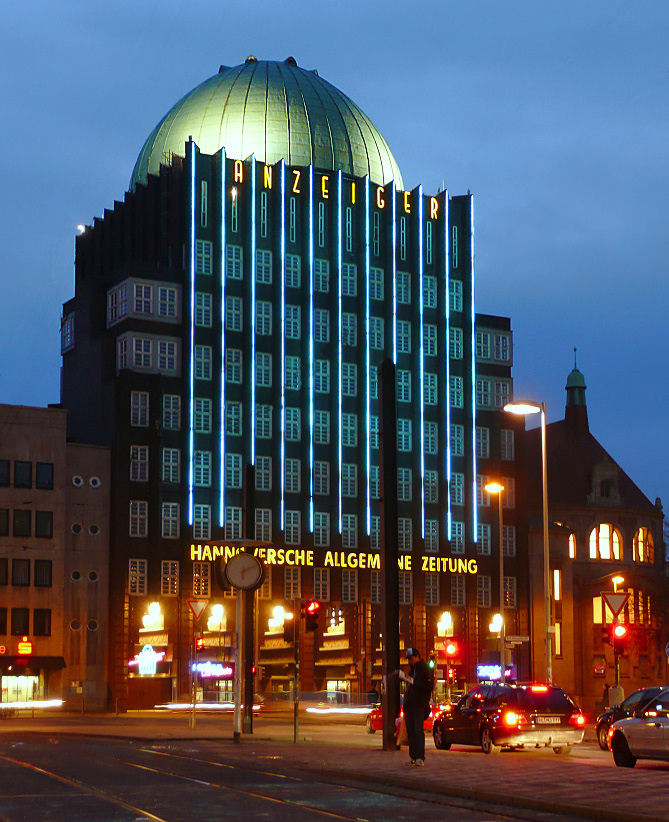
Die Hochhaus-Lichtspiele befinden sich unter der Kuppel des Anzeiger-Hochhauses

Die Hochhaus-Lichtspiele in Hannover sind das höchstgelegene Kino in Deutschland. Es befindet sich 33,88 Meter über dem Straßenniveau im 10. Obergeschoss unter der Kuppel des Anzeiger-Hochhauses am Steintor in der hannoverschen Innenstadt.
Das Kino hat einen kreisrunden Saal (Durchmesser 19,75 Meter) mit 275 Plätzen. Der Kassenbereich befindet sich im Erdgeschoss, im achten Stock das Foyer. Bis hierhin können die Besucher mit zwei Fahrstühlen gelangen. Das Kino ist außerdem über das Treppenhaus mit 16 Treppen und über 200 Stufen zu erreichen.
Betreiberin des Kinos ist die Vereinigte Filmtheater Betriebe GmbH, eine Gesellschaft unter Führung von Hans-Joachim Flebbe, welche auch das Kino am Raschplatz in Hannover betreibt. Die Hochhaus-Lichtspiele gehören wie das Kino am Raschplatz und das Apollo Kino dem Kinonetzwerk Europa Cinemas an. Das Programm besteht aus cineastisch anspruchsvollen Filmen mit einem Schwerpunkt auf dem europäischen Kino. Sonntags werden Matinee-Vorführungen mit besonderen Filmen angeboten.
Unter der Kuppel des Anzeiger-Hochhauses befand sich bis zum Zweiten Weltkrieg ein Planetarium. Bei den Luftangriffen auf Hannover wurde das Hochhaus im März 1945 getroffen. Das Planetarium brannte aus und wurde nicht wieder hergerichtet.
Zurzeit (2018) wird die Kuppel aufwendig saniert und umgebaut. Wie die Kuppel danach genutzt wird, ist noch nicht abschließend geklärt. Während der Sanierungsphase finden die Kinoveranstaltungen im Erdgeschoss des Anzeiger-Hochhauses in der sogenannten Schalterhalle statt.